# Leonie Taylor
Lenora Josephine „Leonie” Taylor (ur. w marcu 1870 w Cincinnati, zm. 9 marca 1936 w Mount Sterling) – amerykańska łuczniczka, złota medalistka igrzysk olimpijskich w 1904 w Saint Louis. 

## Życiorys
Podczas igrzysk olimpijskich rozgrywanych w Saint Louis zwyciężyła w rywalizacji drużynowej, a także dwukrotnie zajęła 6. miejsce w konkurencjach Double National Round i Double Columbia Round.
Jej  młodsza siostra Mabel Taylor również była łuczniczką, uczestniczką igrzysk olimpijskich w 1904.